# Jason Puncheon
Jason Puncheon (Croydon, Inglaterra, 26 de junio de 1986) es un exfutbolista y entrenador inglés que jugaba en la posición de centrocampista. Desde la temporada 2023-24 dirige al Peyia 2014 de la Segunda División de Chipre.
Su especialidad eran los tiros libres. Por esta vía, en la temporada 2014-15 le marcó a equipos como Liverpool, Manchester City y Manchester United.[cita requerida]

## Clubes

### Como jugador
| Club                                | País       | Año       |
| ----------------------------------- | ---------- | --------- |
| Wimbledon F. C.                     | Inglaterra | 2004      |
| Milton Keynes Dons F. C.            | Inglaterra | 2004-2005 |
| Fisher Athletic F. C.               | Inglaterra | 2006      |
| Lewes F. C.                         | Inglaterra | 2006      |
| Barnet F. C.                        | Inglaterra | 2006-2008 |
| Plymouth Argyle F. C.               | Inglaterra | 2008      |
| Milton Keynes Dons F. C. (cedido)   | Inglaterra | 2008-2010 |
| Southampton F. C.                   | Inglaterra | 2010-2014 |
| Millwall F. C. (cedido)             | Inglaterra | 2010-2011 |
| Blackpool F. C. (cedido)            | Inglaterra | 2011      |
| Queens Park Rangers F. C. (cedido)  | Inglaterra | 2011      |
| Crystal Palace F. C. (cedido)       | Inglaterra | 2013-2014 |
| Crystal Palace F. C.                | Inglaterra | 2014-2019 |
| Huddersfield Town A. F. C. (cedido) | Inglaterra | 2019      |
| Pafos F. C.                         | Chipre     | 2019-2022 |
| Anorthosis Famagusta                | Chipre     | 2022-2023 |

### Como entrenador
| Club       | País   | Año   |
| ---------- | ------ | ----- |
| Peyia 2014 | Chipre | 2023- |